# Lies and Truth
《Lies and Truth》，是日本樂團L'Arc~en~Ciel的第6張單曲。1996年11月21日發行。是第二任鼓手sakura在樂團中的最後一張單曲。

## 簡介
此曲在曲風上有做了突破，像是加入當時團中曲子少用的弦樂 等。
而PV也拍的十分神秘，拍攝地點是在埼玉縣入間市的一棟古洋房。
首週初動約10萬張，更新了他們的初動紀錄，最後陸續賣出數萬張，最後總銷量高達30萬多張，是他們當時第二暢銷的單曲。

## 收錄曲目
1. Lies and Truth
作詞:hyde;作曲:ken;編曲:L'Arc〜en〜Ciel & Akira Nishihira）
在專輯『True』中收錄的為「"True" Mix」，與單曲版的不同為:單曲版的前奏沒有貝斯音， 「"True" Mix」中則有；而單曲版的結尾是淡出，「"True" Mix」則是將弦樂演奏完直接結束。
2. 破釜沉舟（賽は投げられた）
作詞:hyde;作曲:ken;編曲:L'Arc〜en〜Ciel & Takeyuki Hatano
3. Lies and Truth (hydeless version)
作曲:ken;編曲:L'Arc〜en〜Ciel & Akira Nishihira）